# Gmina Viborg (1970–2006)
Gmina Viborg (duń. Viborg Kommune) – istniejąca w latach 1970–2006 gmina w Danii w okręgu Vibirg Amt. Siedzibą władz gminy było miasto Viborg. Gmina Viborg została utworzona 1 kwietnia 1970 na mocy reformy podziału administracyjnego Danii. Po kolejnej reformie administracyjnej w roku 2007 weszła w skład nowej gminy Viborg.

## Dane liczbowe
- Liczba ludności: (♀ 21 597 + ♂ 22 254) = 43 851
  - wiek 0–6: 8,9%
  - wiek 7–16: 12,3%
  - wiek 17–66: 66,1%
  - wiek 67+: 12,6%
- zagęszczenie ludności: 140,5 osób/km²
- bezrobocie: 3,7% osób w wieku 17–66 lat
- cudzoziemcy z UE, Skandynawii i USA: 98 na 10 000 osób
- cudzoziemcy z krajów Trzeciego Świata: 232 na 10 000 osób
- liczba szkół podstawowych: 10 (liczba klas: 241)